# Caja de cambios «dog-leg»
Una caja de cambios de tipo «dog-leg» es una transmisión manual con un patrón de cambio de marchas distinguido por tener la primera en la posición de la segunda y la marcha atrás en el puesto de la primera. El nombre en inglés, «dog-leg», que en español significa «pata de perro», deriva de su similitud con las patas traseras de un perro por sus ángulos agudos. Este tipo de caja de cambios se ha utilizado generalmente en vehículos manuales de alto rendimiento.
| 5 vel. dog-leg | 5 vel. convencional |
| -------------- | ------------------- |
|                |                     |

## Automóviles

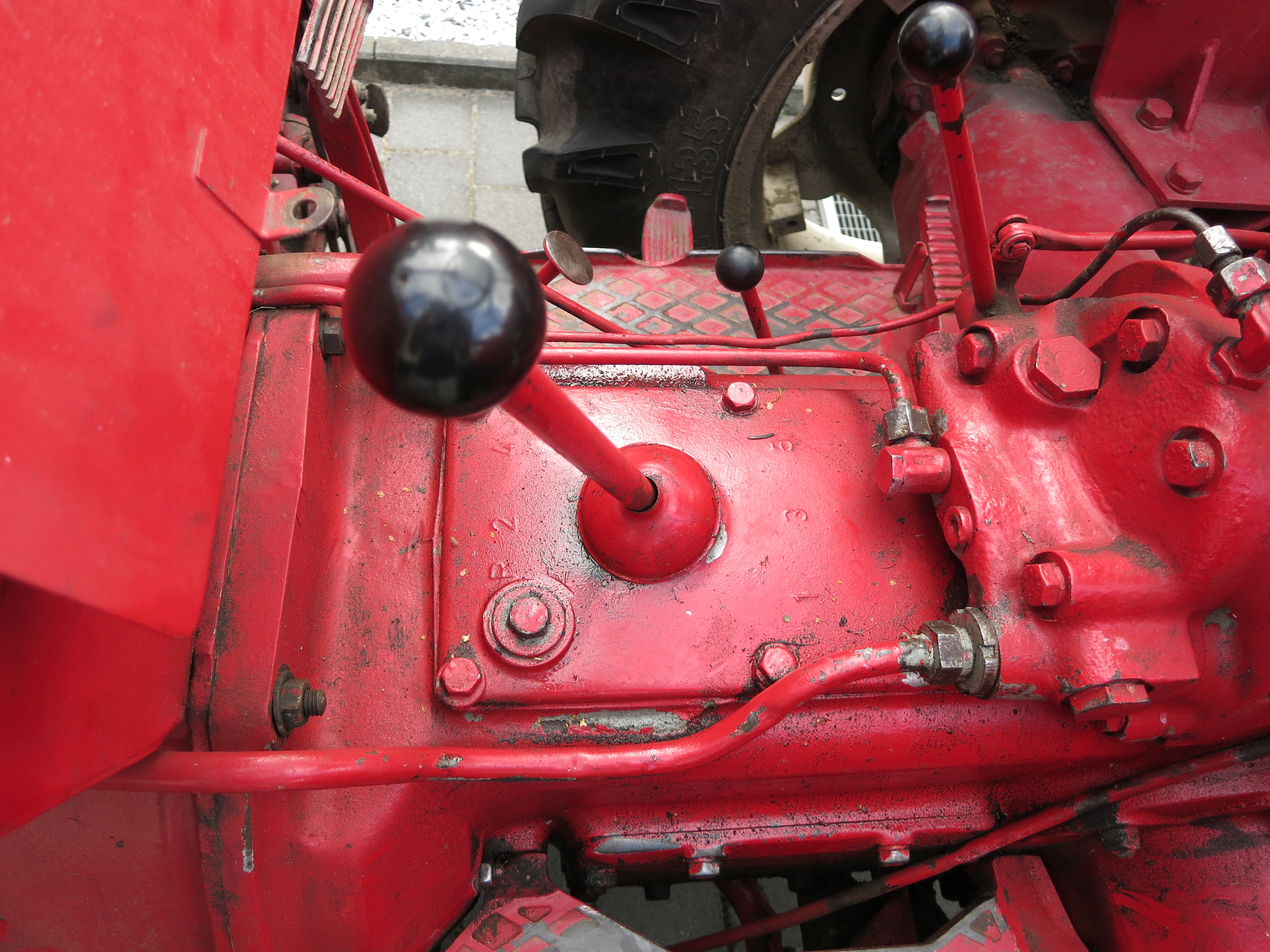
Caja de cambios ZF dog-leg de un Porsche 218

Las cajas de cambios con diseño dog-leg fueron una reinterpretación inteligente del patrón clásico de 5 velocidades, enfrentando las marchas 2 y 3 dado que en las carreras se producen cambios más frecuentes entre estas, permitiendo realizar los cambios de forma mucho más cómoda y rápida. Esto se aplicó a los vehículos deportivos de los años 60 como una característica envidiable. Posteriormente, con la introducción de las cajas de 6 velocidades en los 90 y las transmisiones semiautomáticas, unos años más tarde, este tipo de cajas de cambios quedó en desuso.
Algunos ejemplo de automóviles que han utilizado este patrón por motivos de rendimiento son el Alfa Romeo Montreal y 6 (todos los modelos entre 1979 y 1987), BMW M535, primeros 635CSi (fuera de EE. UU.) y M3 E30, BMW 2002 Tii y Turbo, Mercedes-Benz 190E 2.3-16 y 2.5-16, Mercedes-Benz 300 CE-24, Mercedes-Benz CW311, la mayoría de Ferrari desde los 60 hasta mediados de los 90 (los últimos fueron Ferrari 348 y Ferrari F512M), Dino 206/246 GT y automóviles con combo de motor y transmisión ZF (Lancia Stratos y Fiat Dino en su versión 2.4), el Ford GT40 de los 60 con transeje ZF, primeros Porsche 911 y 912 de 5 velocidades, Porsche 914 y 914/6, Porsche 924 (opcional en 1978 y 79, estándar en la variante Turbo de 1979 y 1980), 928 y 959 (todos con cajas de cambios Getrag), Cosworth Vega, Talbot Sunbeam Lotus, Jensen-Healey, Vauxhall Firenza HPF, Lancia Fulvia, muchos Lamborghini clásicos (incluidos Countach, Urraco / Silhouette / Jalpa y Diablo), Maserati Biturbo, De Tomaso Pantera y Aston Martin V12 Vantage.

## Camiones
Muchos camiones ligeros (como Iveco Turbo Daily) tienen transmisiones dog-leg de cinco o seis velocidades, porque la segunda marcha está bien para un arranque normal; la primera se considera un engranaje de «oruga» y solo se usa para comenzar con cargas pesadas y/o remolque, o para descender pendientes pronunciadas. En muchos camiones antiguos, la palanca de cambios está marcada con una L de «Lento» en lugar de «1» y la segunda como «1.ª». El cambio de marchas de un camión de 4 velocidades puede contener las posiciones «R, L, 1, 2, 3», en vez de «R, 1, 2, 3, 4», ya que la transmisión se considera de 3 velocidades con una marcha lenta auxiliar en lugar de 4.